# Геращенко, Владимир Васильевич
Владимир Васильевич Геращенко (укр. Володимир Васильович Геращенко; род. 27 апреля 1968, Днепропетровск) — советский, украинский и российский футболист, защитник.

## Биография
Воспитанник СДЮШОР «Днепр-75», тренер В. С. Мусиенко. Карьеру начал в днепропетровском «Днепре» в 1985 году, став постоянным игроком состава только в 1989 году. В чемпионском сезоне-1988 провёл 7 игр.
В 1991 году перешёл в волгоградский «Ротор», в составе которого завоевал дважды серебряные (1993, 1997) и бронзовые медали (1996). В 1992 году провёл 1 игру в Кубке Украины за полтавскую «Ворсклу».
В 1999 году из-за ухудшившейся финансовой ситуацией и разногласий с руководством клуба перешёл в пермский «Амкар».
Остаток карьеры провёл в чемпионате Украины в «Днепре»(бронзовый призёр сезона 2000/2001 гг.) и луганской «Заре».
Дважды входил в список 33 лучших футболистов чемпионата России — в 1993 и 1994 годах занимал второе место.
В отборочном турнире Евро-1996 был в заявке России на матч против Шотландии, но на поле так и не вышел. Из сборной Украины приглашения также не получил.
В 2004 году начал тренерскую карьеру, тренировал юношескую команду «Днепра» 1988 года рождения.

## Достижения
- Третий Лучший футболист Пермской области: 1999.
- Серебряный призёр чемпионата России 1993, 1997.
- Бронзовый призёр чемпионата России 1996.